# Stekelsluipvlieg
De stekelsluipvlieg (Tachina grossa) is een vliegensoort uit de familie van de sluipvliegen (Tachinidae). De eerste wetenschappelijke naam van de soort, Musca grossa, werd in 1758 gepubliceerd door Carl Linnaeus.

## Kenmerken
Met een lichaamslengte van 15 tot 19 mm is dit een van de grootste vliegensoorten.

## Verspreiding en leefgebied
Deze soort komt voor in Europa en Azië.

## Levenscyclus
Het vrouwtje legt haar eitjes in de larven van andere insecten. Hierin komt de larve van Tachina grossa tot ontwikkeling. De belangrijkste gastheren zijn langharige rupsen van de spinners, in het bijzonder die van de hageheld (Lasiocampa quercus) en veelvraat (Macrothylacia rubi).
In Nederland komt meestal één generatie per jaar voor. De soort is te zien vanaf juli tot in augustus. Het leefgebied bestaat uit droge, open weilanden, veengebieden en heidevelden.